# The Pussycat Dolls
The Pussycat Dolls (транскр.  Пусикет долс) америчка је девојачка група. Настале су 1995. као плесна трупа, а онда 2003. као музичка група. Девојке из ове групе прославиле су се плочом PCD и хитовима "Don't Cha", "Buttons", "When I Grow Up" и "Jai Ho".
Постава групе се током више година мењала. Чланице Пусикет Долс као музичке групе су Никол Шерзингер, Мелоди Торнтон, Џесика Сута, Ешли Робертс и Кимберли Вајат, мада је Кармит у фебруару 2008. напустила групу. Никол је била главни вокал у групи, а све чешће је певала и Мелоди, понекад и Кармит. Остале чланице су певале пратеће вокале и плесале.

## Каријера

### 1995—2002: Плесна група
Робин Антин је, заједно са својом пријатељицом Кристином Еплгејт, данас познатом глумицом, основала плесну групу 1993. године. Група је имала свој први наступ 1995. У овом периоду, девојке су плесале у једном ноћном клубу, углавном уз хитове из педесетих и шездесетих, у оскудној одећи.
Ускоро, добиле су свој „шоу“ уторком у клубу „The Viper Room“ у Лос Анђелесу и тамо су плесале у периоду од 1995. до 2001. године. Ускоро, Пусикет долс су постале позната плесна група, која је наступала уз разне извођаче, као што су Пинк и Кристина Агилера. Девојке су се појављивале и у спотовима неких певача, а многе славне жене су им се придруживале у њиховим наступима. Између осталих, то су Луси Лу, Дру Баримор и Камерон Дијаз, Ева Лонгорија, Тори Спелинг, Џенифер Анистон, Парис Хилтон. За 2008. годину, најављено је да ће им се на једном наступу придружити Викторија Бекам.

### 2003—2007: формирање групе и
Први сингл која је група лансирала био је "Don't Cha", заједно са америчким репером Баста Рајмсом. Ова песма одмах је постала хит широм света, лансирајући Пусикет Долс у звезде. Њихов следећи сингл била је балада "Stickwitu", за коју су 2006. примиле награду „Греми“ за најбоље извођење једног поп дуа или групе. Исти успех постигли су синглови "Beep" (са репером Вил Ај Емом), "Buttons" (са репером Снуп Догом), "I Don't Need A Man" ии "Wait A Minute.
2007. године, Пусикет Долс су направиле свој шоу Pussycat Dolls Presents: The Search of the New Doll, помоћу које су намеравале да пронађу своју нову, седму чланицу. Након неколико месеци такмичења, победила је млада Ајша Нитолано. Она није учествовала ни у једном пројекту са групом и ускоро ју је напустила, како би се посветила соло каријери.

### 2008—2010:и распуштање групе
У фебруару 2008. године, Кармит Бахар је потврдила да напушта Пусикет долс. Група је наставила каријеру као петорка.
2008. године издале сз други албум под називом Doll Domination, са кога су се издвојили хитови попут "When I Grow Up", и "Jai Ho". 
Почетком 2010. године групу су напустиле све чланице, а у јулу 2011, Робин Антин је потврдила да се Пусикет Долс враћају у новом саставу и да ће све чланице нове групе певати, за разлику од претходих.

## Соло каријере
- Никол Шерзингер је почетком 2011. издала свој први соло албум "Killer Love", а велики успех имали су синглови "Don't Hold Your Breath" и "Right There".
- Мелоди Торнтон спрема соло албум за 2011. годину, а први сингл са тог албума је назван "Sweet Vendetta".
- Џесика Сута је почетком 2007. снимила неколико успешних дуета, а соло албум ће издати крајем 2011. године, са којег је издвојен први сингл "Show Ме“.
- Кимберли Вајат је након одласка из групе, оформила нову под називом "Her Majesty and The Wolves" и издала албум "111".

## Дискографија
- PCD (2005)
- Doll Domination (2008)